# Wahlkreis Lobenstein – Schleiz I
Der Wahlkreis Lobenstein – Schleiz I war ein Landtagswahlkreis zur Landtagswahl in Thüringen 1990, der ersten Landtagswahl nach der Wiedergründung des Landes Thüringen. Er hatte die Wahlkreisnummer 34.
Der Wahlkreis umfasste den kompletten damaligen  Landkreis Lobenstein mit folgenden Städten und Gemeinden:  Altengesees, Birkenhügel, Blankenberg, Blankenstein, Brennersgrün, Burglemnitz, Ebersdorf, Eliasbrunn, Friesau, Gahma, Gleima, Grumbach, Harra, Heberndorf, Heinersdorf, Helmsgrün, Lehesten/Thür.Wald, Lichtenbrunn, Liebengrün, Liebschütz, Lobenstein, Lothra, Neundorf, Oberlemnitz, Oßla, Pottiga, Rauschengesees, Remptendorf, Röppisch, Röttersdorf, Ruppersdorf, Schlegel, Schmiedebach, Schönbrunn, Thierbach, Thimmendorf, Titschendorf, Unterlemnitz, Weisbach, Weitisberga, Wurzbach und Zoppoten  sowie vom Landkreis Schleiz folgende Städte und Gemeinden: Blintendorf, Burgk, Dobareuth, Frössen, Gebersreuth, Gefell, Göritz,
Göttengrün, Gräfenwarth, Hirschberg, Künsdorf, Langenbach, Langgrün, Mielesdorf, Mühltroff, Oberböhmsdorf, Raila, Rothenacker, Saalburg, Schilbach, Schleiz, Seubtendorf, Sparnberg, Stelzen, Tanna, Ullersreuth, Unterkoskau und Zollgrün.

## Ergebnisse
Die Landtagswahl 1990 fand am 14. Oktober 1990 statt und hatte folgendes Ergebnis für den Wahlkreis Lobenstein – Schleiz I:
| Direktkandidat   | Partei (Kürzel) | Erststimmen (%) | Zweitstimmen (%) |
| ---------------- | --------------- | --------------- | ---------------- |
| Manfred Eckstein | CDU             | 49,1            | 45,3             |
|                  | Chr. L          | -               | 00,6             |
|                  | DFD             | 02,6            | 01,0             |
|                  | REP             | -               | 01,6             |
|                  | DBU             | 00,6            | 00,4             |
|                  | DSU             | 05,4            | 04,8             |
|                  | F.D.P.          | 07,5            | 09,2             |
|                  | LL-PDS          | 11,0            | 10,6             |
|                  | NPD             | -               | 00,3             |
|                  | NFGRDJ          | 04,9            | 04,9             |
|                  | SPD             | 19,1            | 20,7             |
|                  | UFV             | 00,5            | 00,5             |

Es waren 38.830 Personen wahlberechtigt. Die Wahlbeteiligung lag bei 72,8 %.  Als Direktkandidat wurde Manfred Eckstein (CDU) gewählt. Er erreichte 49,1 % aller gültigen Stimmen.